# Mortoniellus karnyi
Mortoniellus karnyi är en insektsart som beskrevs av Griffini 1909. Mortoniellus karnyi ingår i släktet Mortoniellus och familjen vårtbitare. Inga underarter finns listade i Catalogue of Life.